# Ri Kwang-song
Ri Kwang-song (* 8. April 1990) ist ein nordkoreanischer Eishockeyspieler.

## Karriere
Ri Kwang-song debütierte bei der Weltmeisterschaft 2016 in der Division II für die nordkoreanische Nationalmannschaft. Auch bei der Weltmeisterschaft 2019 spielte er in der Division II.
Auf Vereinsebene spielt Ri für Susan in der nordkoreanischen Eishockeyliga.